# Andrij Deryzemlja
Andrij Vasilovitsj Deryzemlja (Oekraïens: Андрій Васильович Дериземля) (Zhovtneve, 18 augustus 1977) is een Oekraïense biatleet. Hij vertegenwoordigde zijn vaderland op vier achtervolgende Olympische Winterspelen: Nagano 1998, Salt Lake City 2002, Turijn 2006 en Vancouver 2010.

## Carrière
Deryzemlja maakte zijn wereldbekerdebuut in december 1996 in Östersund, twee jaar later scoorde hij in Hochfilzen zijn eerste wereldbekerpunten. In maart 1999 stond de Oekraïner in Oslo voor de eerste maal in zijn carrière op het podium van een wereldbekerwedstrijd, zijn eerste wereldbekerzege boekte Deryzemlja in januari 2003 in Antholz. Zijn beste eindklassering in het algemeen klassement was de eenentwintigste plaats in zowel het seizoen 2008/2009 als het seizoen 2009/2010.
Deryzemlja nam in zijn carrière dertienmaal deel aan de wereldkampioenschappen biatlon. Op de wereldkampioenschappen biatlon 2007 in Antholz veroverde hij zijn enige individuele medaille, brons op de 10 kilometer sprint. In Chanty-Mansiejsk sleepte de Oekraïner, tijdens de wereldkampioenschappen biatlon 2011, samen met Oleksandr Bilanenko, Sergij Semenov en Sergij Sednev de bronzen medaille in de wacht op de 4x7,5 kilometer estafette.
Deryzemlja nam viermaal deel aan de Olympische Winterspelen. Zijn beste resultaat was de vijfde plaats op de 10 kilometer sprint tijdens de Olympische Winterspelen van 2010 in Vancouver, daarnaast behaalde hij zowel in Vancouver als vier jaar eerder in Turijn een toptienklassering met de Oekraïense estafetteploeg.

## Resultaten

### Olympische Spelen
| Jaar | Plaats         | Resultaten                                                                                                 |
| ---- | -------------- | --- |
| 1998 | Nagano         | 45e 10 km sprint 18e 4x7,5 km estafette                                                                    |
| 2002 | Salt Lake City | 27e 20 km individueel 38e 10 km sprint                                                                     |
| 2006 | Turijn         | 39e 20 km individueel 27e 10 km sprint 31e 12,5 km achtervolging 7e 4x7,5 km estafette                     |
| 2010 | Vancouver      | 27e 20 km individueel 5e 10 km sprint 26e 12,5 km achtervolging 27e 15 km massastart 8e 4x7,5 km estafette |

### Wereldkampioenschappen
| Jaar | Plaats           | Resultaten |
| ---- | ---------------- | --- |
| 1997 | Osrblie          | 77e 10 km sprint |
| 1999 | Oslo             | 33e 20 km individueel |
| 1999 | Kontiolahti      | 65e 10 km sprint 11e 4x7,5 km estafette                                                                                          |
| 2000 | Oslo             | 30e 20 km individueel 44e 10 km sprint 49e 12,5 km achtervolging                                                                 |
| 2000 | Lahti            | 8e 4x7,5 km estafette |
| 2001 | Pokljuka         | 61e 20 km individueel 22e 10 km sprint 23e 12,5 km achtervolging                                                                 |
| 2003 | Chanty-Mansiejsk | 54e 20 km individueel 23e 10 km sprint 15e 12,5 km achtervolging 10e 4x7,5 km estafette                                          |
| 2004 | Oberhof          | 77e 20 km individueel 58e 10 km sprint                                                                                           |
| 2005 | Hochfilzen       | 40e 20 km individueel 11e 10 km sprint 8e 12,5 km achtervolging 6e 15 km massastart 10e 4x7,5 km estafette                       |
| 2005 | Chanty-Mansiejsk | 7e Gemengde estafette |
| 2006 | Pokljuka         | 9e Gemengde estafette |
| 2007 | Antholz          | 10 km sprint · 26e 12,5 km achtervolging · 25e 15 km massastart · 8e 4x7,5 km estafette · 10e Gemengde estafette                 |
| 2008 | Östersund        | 9e 20 km individueel 29e 10 km sprint 36e 12,5 km achtervolging 10e 15 km massastart 10e 4x7,5 km estafette                      |
| 2009 | Pyeongchang      | 8e 20 km individueel 12e 10 km sprint 7e 12,5 km achtervolging 23e 15 km massastart 5e 4x7,5 km estafette 11e Gemengde estafette |
| 2010 | Chanty-Mansiejsk | 6e Gemengde estafette |
| 2011 | Chanty-Mansiejsk | 14e 20 km individueel · 10e 10 km sprint · 7e 12,5 km achtervolging · 13e 15 km massastart · 4x7,5 km estafette                  |

### Wereldbeker
Eindklasseringen
| Seizoen   | Algemeen | Individueel | Sprint | Achtervolging | Massastart |
| --------- | -------- | ----------- | ------ | ------------- | ---------- |
| 1998/1999 | 40e      |             |        |               |            |
| 1999/2000 | 51e      |             |        |               |            |
| 2000/2001 | 31e      |             |        |               |            |
| 2001/2002 | 35e      |             |        |               |            |
| 2002/2003 | 30e      |             |        |               |            |
| 2003/2004 | 47e      |             |        |               |            |
| 2004/2005 | 31e      |             |        |               |            |
| 2005/2006 | 57e      |             |        |               |            |
| 2006/2007 | 30e      |             |        |               |            |
| 2007/2008 | 48e      |             |        |               |            |
| 2008/2009 | 21e      |             |        |               |            |
| 2009/2010 | 21e      |             |        |               |            |
| 2010/2011 | 37e      |             |        |               |            |

Wereldbekerzeges
| Nr. | Datum           | Plaats  | Discipline       |
| --- | --------------- | ------- | ---------------- |
| 1.  | 26 januari 2003 | Antholz | 15 km massastart |